# 1802 год в музыке

## События
- Иоганн Форкель издал первую биографию Баха «Жизнь Иоганна Себатьяна Баха».
- Луи Адан опубликовал учебник по фортепиано Méthode nouvelle pour le Piano (переиздан в Вене в 1826 году в переводе Карла Черни).

## Произведения
- Людвиг ван Бетховен[1]
  - Симфония № 2 Ре мажор.
  - Септет Си-бемоль мажор.
- Йозеф Гайдн — Месса Си-бемоль мажор (нем. Harmoniemesse).

## Родились
- 16 февраля — Карл Абрахам Манкель, шведский композитор и органист.
- 3 марта — Адольф Нурри (фр. Adolphe Nourrit), французский оперный певец, тенор[2].
- 27 апреля — Луи Нидермейер (фр. Louis Niedermeyer), французский композитор.
- 31 мая — Цезарь Пуни (итал. Cesare Pugni), итальянский и российский композитор.
- 4 июля — Йозеф Лабицкий (чеш. Josef Labický), чешский капельмейстер и композитор.
- 27 августа — Август Теодор Мюллер (нем. August Theodor Müller), немецкий виолончелист.
- 7 октября — Вильгельм Бернхардт Молик (нем. Wilhelm Bernhardt Molique), немецкий скрипач и композитор.

## Скончались
- 28 июля — Джузеппе Сарти (итал. Giuseppe Sarti), итальянский композитор.
- 10 августа — Антонио Лолли (итал. Antonio Lolli), итальянский скрипач и композитор.
- 23 августа — Корона Шрётер (нем. Corona Schröter), немецкая актриса и певица.
- 23 августа — Софи Арну (фр. Sophie Arnould), французская актриса и оперная певица, сопрано.
- 22 октября –  Сэмуел Арнолд, английский композитор.

### Без точных дат
- Эрнест Ванжура (чеш. Arnošt Vančura), чешский и русский композитор.